# 1997 في الصين
فيما يلي قوائم الأحداث التي وقعت خلال عام 1997 في الصين.

## سياسة

### تعيين في المنصب
- 1 يوليو – دونالد تسانغ وزير المالية (هونغ كونغ).
- 19 سبتمبر – ون جيا باو عضو المكتب السياسي للحزب الشيوعي الصيني.

## مواليد

### سبتمبر
- 24 سبتمبر – هو جينكيو

## وفيات

### فبراير
- 16 فبراير – شين شيونغ وو (مواليد 1912) عالمة فيزياء أمريكية من أصول صينية.[1]
- 19 فبراير – دينج شياو بينج (مواليد 1904) سياسي صيني.[2]

### ديسمبر
- 24 ديسمبر – توشيرو ميفوني (مواليد 1920) ممثل ياباني.[3]